# Шлюб (роман)
«Шлюб» (англ. Marriage) — роман англійського письменника Герберта Веллса. Опублікований в 1912 році.

## Сюжет
Марджорі Попі — дуже симпатична молода дама, яка відстоювала свою власну думку, незважаючи на наполегливість батька, що вона ще дитина і повинна багато чому вчитися. Містер Попі був шокований коли дізнався що Меджорі готова одружитися. Але вона вважала що шлюб не може бути щасливим коли-небудь після.
У цьому романі описан соціальний устрій того часу.